# Theodor Nöldeke
Theodor Nöldeke, född 2 mars 1836 i Harburg, död 25 december 1930, var en tysk orientalist.
Nöldeke studerade i Göttingen, Wien, Leiden och Berlin. År 1859 vann hans historik över Koranen pris av Académie des inscriptions et belles-lettres. Under det påföljande året skrev han om verket på tyska (Geschichte des Korans) och publicerade det med tillägg i Göttingen. Under 1861 började Nöldeke ge föreläsningar vid stadens universitet. Där utnämndes han tre år senare till extra ordinarie professor. År 1868 blev han professor i Kiel och 1872 professor i orientaliska språk i Strassburg. Nöldeke lämnade den tjänsten 1906. Nöldekes forskning var omfattande och han lämnade flera betydelsefulla bidrag till förståelsen av Koranens historik och utveckling. Nöldeke är en av de första moderna forskare som grundligt analyserade det persiska nationaleposet Shahnameh av Ferdousi både tematiskt och filologiskt.